# Móric Esterházy
Móric (Moritz) Graf Esterházy von Galántha und Fraknó (auch Móric Esterházy de Galantha, * 27. April 1881 in Majk; † 28. Juni 1960 in Wien) war ein ungarischer Politiker und 1917 kurzzeitig Ministerpräsident.

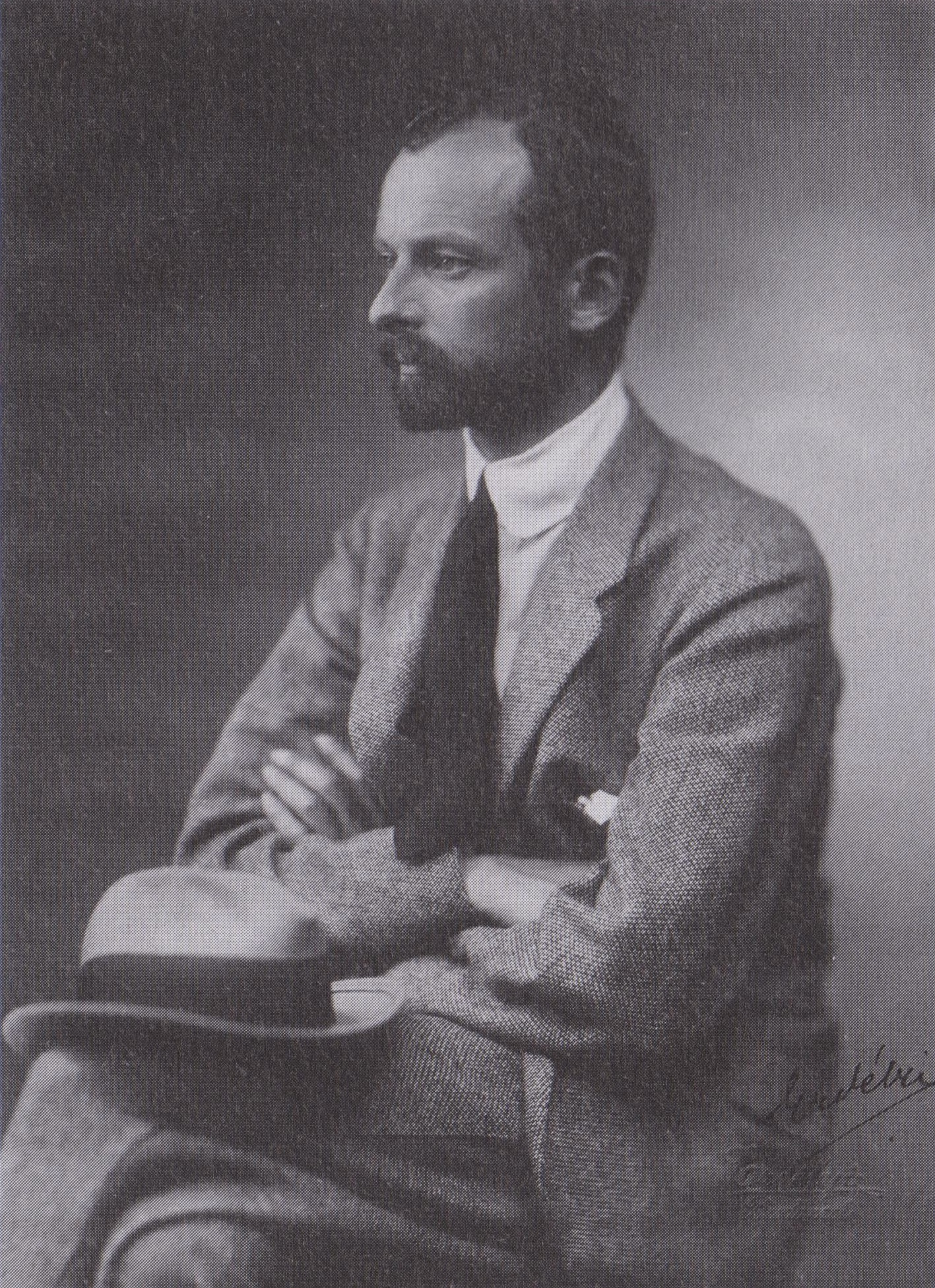
Móric Esterházy

## Leben
Seine Eltern waren Miklós Esterházy (1855–1925) und Franziska von Schwarzenberg (1861–1951). Esterházy war verheiratet mit Margit Károlyi (1896–1975). Das Paar hatte vier Kinder. Esterházy ist der Großvater des Schriftstellers Péter Esterházy.
Er studierte Jura in Budapest und Oxford und wurde 1905 aufgrund der Erbfolge Mitglied des Magnatenhauses und zum k.u.k. Kämmerer ernannt. 1906 wurde er als Mitglied der Verfassungspartei (Alkotmánypárt) Abgeordneter für Terebes im ungarischen Reichstag. Im Ersten Weltkrieg kämpfte er als Hauptmann der Reserve an der serbischen und russischen Front.
Am 15. Juni 1917 ernannte König Karl IV. (IV. Károly) den erst 36-jährigen Esterházy überraschend als Nachfolger des reformfeindlichen István Tisza zum Ministerpräsidenten des Königreichs Ungarn. In seiner Regierung waren meist Anhänger Gyula Andrássys vertreten. Als Premier sollte er vor allem Sozialreformen und die Wahlreform vorantreiben. Mangelnde politische Erfahrung und die Krisen im vierten Kriegsjahr verursachten aber schnell Schwierigkeiten. Da er gegen Tiszas Anhänger ein gleiches Wahlrecht nicht durchsetzen konnte, trat er schon am 20. August 1917 zurück. In der Regierung seines Nachfolgers Sándor Wekerle war er Minister ohne Geschäftsbereich, zuständig für öffentliche Gesundheit und Bildung.
Nach dem Krieg widmete er sich der Verwaltung seines Großgrundbesitzes. Für die Christliche-Wirtschafts-Partei wurde er 1931 wieder Mitglied des Ungarischen Parlaments und Vertreter seiner Partei im bedeutenden Wirtschaftsausschuss.
Im Zweiten Weltkrieg war Esterházy Berater von Reichsverweser Miklós Horthy. Am 16. Oktober 1944 wurde er, weil er die Zusammenarbeit mit der deutschen Besatzung verweigerte, von der Gestapo verhaftet und im Dezember nach Sopronkőhida und im Februar 1945 ins KZ Mauthausen deportiert. Nach der Befreiung 1945 ging er zurück nach Ungarn, wo er im Juni 1951 von den Kommunisten in Hort, Komitat Heves inhaftiert wurde und als Totengräber arbeiten musste. Im November 1956 gelang ihm zusammen mit seiner Tochter die Flucht nach Österreich. Esterházy starb 1960 und wurde in Mariazell beerdigt.